# Totleigh Towers
Totleigh Towers è un luogo fittizio nel quale sono ambientati alcuni romanzi dell'umorista inglese P. G. Wodehouse.

## Abitanti
Totleigh Towers è una vasta casa di campagna inglese di proprietà di Sir Watkyn Bassett, un magistrato in pensione che vi risiede con sua figlia Madeline e sua nipote Stephanie "Stiffy" Byng, proprietaria quest'ultima del cane Bartholomew. 
Nel mondo immaginario di Wodehouse, Totleigh Towers si trova vicino al villaggio di Totleigh-in-the-Wold, di cui Sir Watkyn Bassett è Squire. Il parroco del villaggio è il reverendo Harold P. Pinker,  detto "Stinker" ("Puzza"), amico intimo di Bertie Wooster e fidanzato di Stiffy. Poliziotto di  Totleigh-in-the-Wold è Eustace Oates. Frequentatore costante di Totleigh Towers è l'aspirante dittatore fascista Roderick Spode, più tardi Lord Sidcup e fidanzato di Madeline Bassett.

## Romanzi ambientati a Totleigh Towers
A Totleigh Towers sono ambientati quattro fra i più noti romanzi di cui sono protagonisti il giovin signore Bertie Wooster e il suo intelligente valletto Jeeves:
- Il codice dei Wooster (The Code of the Woosters, 1938)
- La stagione degli amori (The Mating Season, 1949)
- Teniamo duro, Jeeves (Stiff Upper Lip, Jeeves, 1963)
- Molto obbligato, Jeeves (Much Obliged, Jeeves, 1971)